# Corrado Galzio
Corrado Galzio (Noto, 3 de noviembre de 1919 – 19 de abril de 2020) fue un pianista italiano. Fundador del Festival Internacional NotoMúsica y del Conservatorio Italiano de Música de Caracas, promovió la divulgación de la cultura musical y los intercambios entre Italia y Venezuela, país en el que desarrolló una intensa actividad como artista, docente y director de programas de radio y televisión de éxito. Se le reconoce el mérito de ser el padre de la cultura de la música de cámara en el país latinoamericano.

## Los Primeros Años y la Guerra (1919-1947)
Corrado Galzio nace en Noto, una pequeña ciudad del sur de Sicilia, declarada por la UNESCO Patrimonio de la Humanidad por el valor de su arquitectura barroca. Muy joven, inicia en Noto los estudios de piano bajo la supervisión del Maestro Giuseppe Scopa.  A los ocho años se traslada a Milán para proseguir los estudios que completará en Roma, en el Conservatorio Santa Cecilia, bajo la supervisión del Maestro Renzo Silvestri. Partícipe de la vida de la Italia del tiempo, se señala por los méritos artísticos. Realiza para Radio Roma un programa de música clásica en vivo, y gana el Premio Littoriale de piano en el año 1940. Ese mismo año parte para la guerra como voluntario.

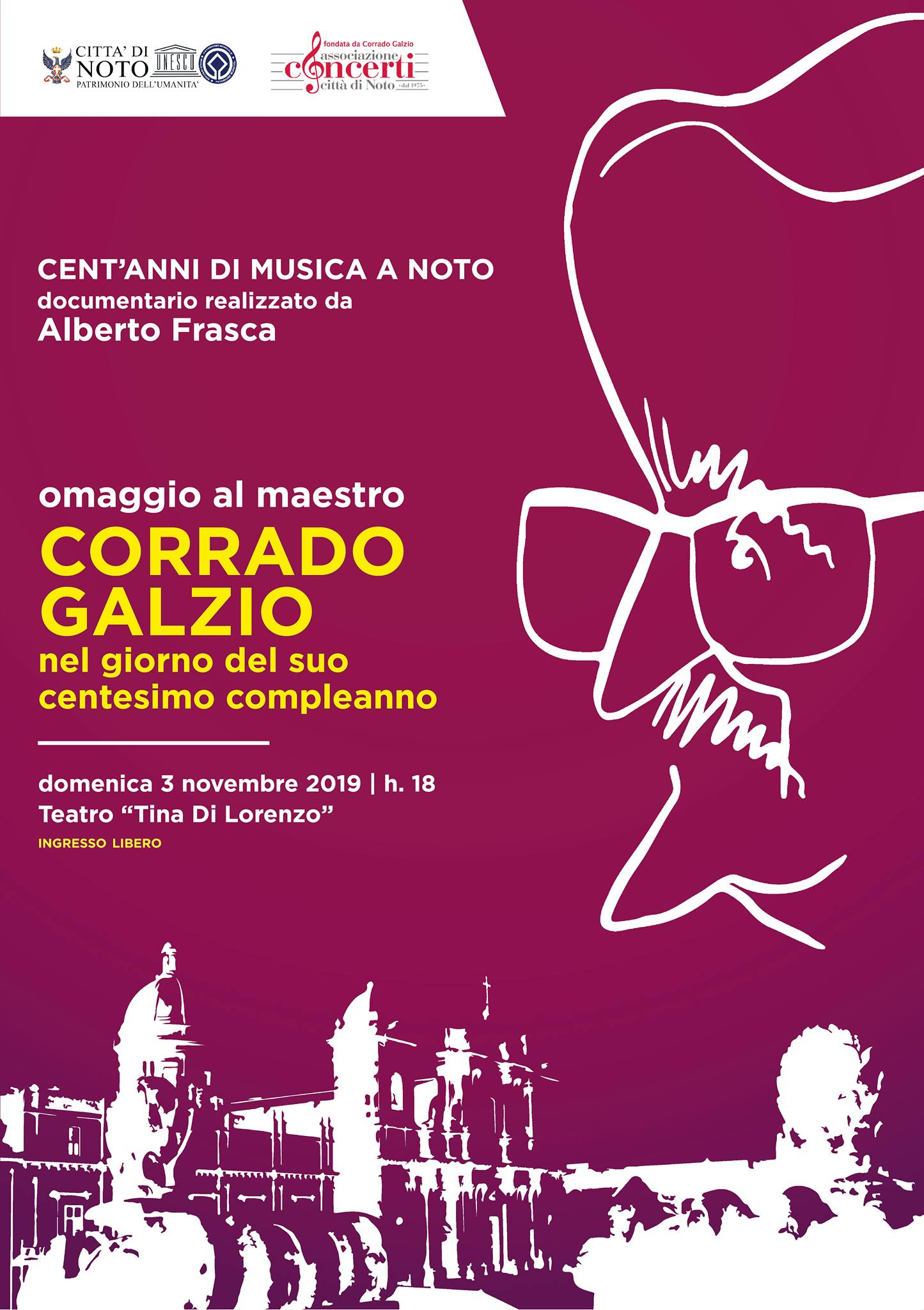
Póster del centésimo cumpleaños de Corrado Galzio.

## Venezuela (1947–2020)
En 1947 Galzio emigra a Venezuela. Los primeros años de actividad en el nuevo país están marcados por el fervor pionero. En Maracaibo es docente en la Academia de Música, en San Cristóbal, dirige el Conservatorio de Estado, en Caracas funda el Conservatorio Italiano de Música y, en los años siguientes, el Centro Cultural Montesacro, sede de conciertos y encuentros con representantes del panorama internacional. De Italia responden a su llamada ilustres colegas de la Academia de Santa Cecilia que, con su participación, darán prestigio al Conservatorio. Con los músicos amigos, el Maestro Galzio inicia una intensa actividad concertista que lo llevará a los escenarios de todo el mundo. El Centro Cultural Montesacro todavía hoy hospeda a la Orquesta Sinfónica Municipal de Caracas.
En 1952 funda el programa de radio «Tema con Variaciones» que, con la llegada de la televisión, será transmitido en directo en el canal de televisión nacional más importante. Tema con Variaciones difunde en todo el país conciertos de las varias formaciones de música de cámara a las que ha dado vida el Maestro Galzio. En cada sesión, junto con la música, el programa presenta también entrevistas a las figuras más célebres de Europa y América sobre temas culturales y de actualidad. Hasta la fecha, Radio Capital Caracas continúa transmitiendo Tema con Variaciones, ahora a cargo del profesor Einar Goyo Ponte de la Universidad Andrés Bello. Por su larga e ininterrumpida actividad, el programa constituye una de las instituciones culturales más antiguas y estables del país.

## Actividad concertista
A los programas de radio y a la gestión de varias instituciones musicales en Italia y en Venezuela, el Maestro Corrado Galzio asocia siempre su actividad concertista que lo lleva a exhibirse con numerosos exponentes internacionales de la música de cámara, entre los cuales Gaspar Cassadó, Antonio Yanigro, Ricardo Odnoposoff, Dino Asciolla, Berle Senofsky, Suna Kan, Uto Ughi, Corrado Romano, Michel Rabin, lona Brown, Thèrèse Green-Coleman, Lisa Della Casa, Salvatore Accardo, Ruggero Ricci, Christian Ferras, Pierre Fournièr.
Con los músicos de la Academia de Santa Cecilia, el Maestro Galzio realiza varios conjuntos, el Cuarteto Galzio, el Ensemble, Los Solistas de Santa Cecilia. Se trata de grupos dotados de una estructura libre, abierta a las diferentes combinaciones de la música de cámara, como tríos, cuartetos, quintetos y sextetos. Con dichas formaciones realiza giras en Europa, América Latina, Asia, Oriente Medio, Unión Soviética, Estados Unidos y China, obteniendo tanto éxito de público como de crítica.
El compromiso de Corrado Galzio en difundir las composiciones de los autores venezolanos es constante. En sus conciertos, además del gran repertorio clásico (Bartok, Beethoven, Brahms, Chopin, Debussy, De Falla, Donizetti, Dvorák, Fauré, Franck, Grieg, Glinka, Gluck, Mozart, Mendelssohn, Prokofiev, Ravel, Schubert, Schumann, Strawinskij, Tartini), siempre ha presentado obras de autores venezolanos como Blanca Estrella, Reynaldo Hahn, Rhazés Hernández López y Juan Bautista Plaza.
Por otra parte habría que señalar que han sido varios los autores que le han dedicado composiciones originales: Primo Casale, Raffaele Gervasio, Nino Rota, Ennio Morricone, Stefano Sollima, Giovanni Ferrauto y Blanca Estrella

## La Asociación de Conciertos, el Festival Internacional de Música, la Escuela de Cuerdas
Convencido de que “no hay cultura sin cultura musical”, en 1975 funda la Asociación Conciertos Ciudad de Noto. Su intención es estimular la vida de la ciudad natal dando nueva vida a su tradición musical. El Festival Internacional Notomúsica en verano, la programación de conciertos a lo largo del año, los conciertos en las escuelas y en los centros limítrofes, y los cursos de Didáctica Musical son el resultado de su dedicación. Año tras año, desde 1975 hasta hoy, el Festival, que asegura a la ciudad la presencia de un turismo cultural de calidad, constituye una cita ineludible para quienes aman la gran música clásica. En su edición 45, el Festival ha contado con artistas y formaciones orquestales de fama internacional. Además de los numerosos solistas de la Academia de Santa Cecilia -entre los cuales Vincenzo Mariozzi, Ugo Gennarini, Nicolae Sarpe, Antonio Salvatore, Fausto Anzelmo- han actuado en Noto Salvatore Accardo, Bruno Canino, Alirio Díaz, Suna Kan, Katia y Marielle Labèque, Franco Maggio Ormezowski, Antonio Pappano, Luis Quintero, Katia Ricciarelli, Ruggero Ricci y Uto Ughi. 
El Festival ha visto también a famosos intérpretes y autores de música jazz y de bandas sonoras, como Ennio Morricone, Luis E. Bacalov, Stefano Bollani, Dee Dee Bridgewater, Paolo Fresu, Richard Galliano, Rosario Giuliani, Enrico Rava, Danilo Rea y Peppe Servillo. Además de las orquestas italianas y europeas, entre las cuales la Orquesta del Teatro Massimo Bellini, la Orquesta de Cámara de Turín, la European Community Chamber Orchestra, han intervenido en el Festival numerosos artistas y formaciones orquestales venezolanas, entre las cuales la Orquesta Sinfónica Simón Bolívar, la Sinfónica Juvenil Teresa Carreño de Venezuela, la Orquesta Sinfónica Municipal de Caracas, la Orquesta Sinfónica de Venezuela, la Orquesta Sinfónica de Maracaibo, presencias, todas ellas, que confirman el profundo vínculo del Maestro con el país de adopción.
En 1997, Corrado Galzio funda la Escuela de Arcos de Noto, recuperando la noble tradición de la escuela de los años 30 fundada por su maestro Giuseppe Scopa, a quien, con esta iniciativa, ha querido rendir también un homenaje. La escuela consta de dos clases de violín, una de piano complementario y una de voces blancas con un total de unos 50 alumnos de 7 a 12 años. Es totalmente gratuita y responde a la misión de “Alfabetización Musical” perseguida por el Maestro Galzio

## Los Últimos años
En 2006, a sus ochenta y siete años, el Maestro actúa en Turquía, en Pakistán y en Alemania con el Ensemble del que, en esta ocasión, forman parte Ugo Gennarini al clarinete, Francesco Sorrentino al violonchelo y Myriam Dal Don al violín. La última exhibición pública es de 2015, con motivo del aniversario de los 40 años del Festival, en el que el Maestro interpreta una composición dedicada a él por Raffaele Gervasio al principio de su carrera concertista. 
El 3 de noviembre de 2019 la ciudad de Noto celebra los cien años del Maestro con una gran ceremonia organizada por la Administración Municipal y la Asociación Conciertos Ciudad de Noto, en el teatro Tina di Lorenzo. Durante la manifestación, el alcalde expresa todo el reconocimiento de la ciudad al maestro pianista fundador de Notomúsica. El presidente de la Asociación Conciertos, Alberto Frasca, recorre la historia de los cien años de la música en Noto que se entrelaza con la biografía del Maestro. La celebración termina con las felicitaciones en video de Salvatore Accardo,  Uto Ughi,  Ennio Morricone, y con la lectura del homenaje de los Maestros de la Academia de Santa Cecilia, compañeros de gira, y de la Embajada de Venezuela
Corrado Galzio fallece en su amada ciudad natal el 19 de abril de 2020.
A Corrado Galzio se le ha dedicado la Escuela Musical de la Ciudad de Noto por iniciativa del alcalde Corrado Bonfanti, quien quiso así reconocer la gran herencia musical que el Maestro ha dejado en sus cien años de vida.
Recuerdos conmovedores han sido publicados en Italia y en Venezuela
El programa de radio Tema con Variaciones le ha dedicado una sesión especial transmitiendo una selección de sus interpretaciones musicales.

## Distinciones
Orden de Caballero de la República Italiana, 1956
Oleandro D’Oro del Ayuntamiento de Noto, 1997
Premio Italia nel Mondo, 1998
Premio Noto all’Eccellenza, 2015
Premio Andrés Bello (1978 e 1995) por su contribución al desarrollo cultural de Venezuela
Orden Francisco de Miranda en reconocimiento a su contribución al progreso de la nación
L’Ordre du Merite Culturel de la República Popular de Polonia por su contribución a la difusión de la cultura y del arte polaco.

## Libros
La vida y la actividad del Maestro han sido narradas en dos libros y en una revista dedicada a Venezuela:
Michele Castelli, La vida fantástica de Corrado Galzio, Caracas, Editorial Melvin, 2008, con prefacio del historiador y expresidente de Venezuela, Ramón José Velásquez.
Guadalupe Burelli, Italia y Venezuela: 20 Testimonios, Caracas, Fundación para la cultura urbana, 2008.
Michele Castelli, Gli italiani in Venezuela: un patrimonio da difendere, en el número monográfico Venezuela la notte dell’alba, de la revista “Limes”, n.3, 2019, pp.135-141.
Algunas grabaciones en vivo de los más significativos conciertos del Maestro Galzio han sido publicadas.

## Discografía
Una amplia selección de conciertos en vivo del Maestro Galzio se puede escuchar conectándose al sito https://www.italiamondocultura.com/discografia-collezione/ 

### Selección Discográfica
| Año de registración | Título                                                                         | Etiqueta             | Formato | Notas |
| 2005                | Cuarteto Galzio de Caracas - Brahms, Fauré                                     | Italia Mondo Cultura | CD      | Copenhague, 20 de mayo de 1976 - Corrado Galzio (piano) - Olaf Ilznis (violín) - Mario Mescoli (viola) - Antonietta Franzosa (violonchelo) - caricature di RAS (Eduardo Robles Piquer) |
| 2006                | Suna Kan & Corrado Galzio - Brahams, Grieg, Bartok, Dvorak                     | Italia Mondo Cultura | CD      | Registración en vivo - 1983, Messina |
| 2006                | Salvatore Accardo Corrado Galzio - Schuman, Schubert, Mozart                   | Fonè                 | CD      | Registración en vivo - Caracas 17 de noviembre de 1973 |
| 2014                | Accardo - Galzio in Concerto - Tartini Schumann Brahms Ravel Wieniawski Dinicu | Italia Mondo Cultura | CD      | Registración en vivo Pieve a Elici (Lucca), 7 Settembre 1972 y Firenze 10 Settembre 1972                                                                                               |

## Herencia Cultural
Desde sus primeros años en Venezuela, Corrado Galzio forma parte de un grupo de artistas vanguardistas que emigraron al país latinoamericano después de los trágicos acontecimientos de la Segunda Guerra Mundial. Entre ellos recordamos al pintor y escultor Giorgio Gori,  el pintor checo Guillermo Heiter, el compositor italiano Primo Casale, el arquitecto italiano Graziano Gasparini, el arquitecto y caricaturista español Eduardo Robles Piquer (conocido como RAS)  y muchos otros más. La inmigración de los talentos artísticos europeos formó parte de las políticas de desarrollo cultural del entonces presidente de la República Venezolana, Marcos Pérez Jiménez.
Hoy Venezuela cuenta con algunas de las más importantes instituciones de música clásica en el mundo.   Numerosas orquestas, desde los años 60, han surgido en todo el territorio nacional y algunas de estas se han dado a conocer a nivel internacional.  Durante los años de su actividad, en colaboración con eminentes colegas venezolanos y europeos, el Maestro Galzio ha trabajado incesantemente para seleccionar talentos musicales de las orquestas de El Sistema y para introducirlos en prestigiosas formaciones de música de cámara en Europa y Latinoamérica.